# Liste des médaillées françaises aux championnats du monde de trampoline
La liste complète des médaillés français aux championnats du monde de trampoline. Seules sont indiquées les éditions durant lesquelles les gymnastes françaises ont obtenu au moins une médaille.
Tableau mis à jour après les championnats du monde de Saint-Pétersbourg en 2018.
| Lieux (Année)   | Épreuve    | Épreuve                     | Épreuve                                                            | Épreuve     | Épreuve                |
| Lieux (Année)   | Individuel | Synchronisé                 | Par équipe                                                         | Double-Mini | Double-Mini par équipe |
| --------------- | ---------- | --------------------------- | ------------------------------------------------------------------ | ----------- | ---------------------- |
| Bozeman (1982)  |            | Nathalie Treil Nadine Conte |                                                                    |             |                        |
| Auckland (1992) |            |                             | Nathalie Treil Alice Besseige Christelle Guidicelli Magali Trouche |             |                        |